# Dicranomyia (Dicranomyia) gentilis
Dicranomyia (Dicranomyia) gentilis is een tweevleugelige uit de familie steltmuggen (Limoniidae). De soort komt voor in het Oriëntaals gebied.